# Massive
MASSIVE – trzeci japoński album studyjny południowokoreańskiej grupy B.A.P, wydany 28 marca 2018 roku przez wytwórnię King Records. Został wydany w trzech wersjach: regularnej CD, edycji Type-A (CD+DVD) i edycji Type-B (CD). Osiągnął 6 pozycję w rankingu Oricon i pozostał na liście przez 3 tygodnie, sprzedał się w nakładzie 16 553 egzemplarzy.

## Lista utworów
| CD  | CD                  | CD      |
| Nr  | Tytuł utworu        | Długość |
| --- | ------------------- | ------- |
| 1.  | „YOUNG,WILD & FREE” | 3:08    |
| 2.  | „DYSTOPIA”          | 3:36    |
| 3.  | „HONEYMOON”         | 3:24    |
| 4.  | „MOONDANCE”         | 3:30    |
| 5.  | „DO WHAT I FEEL”    | 3:56    |
| 6.  | „ALBATROSS”         | 3:14    |
| 7.  | „REWIND”            | 3:32    |
| 8.  | „DIAMOND 4 YA”      | 3:29    |
| 9.  | „ALL THE WAY UP”    | 3:26    |
| 10. | „HANDS UP”          | 3:32    |
| 11. | „WALK”              | 3:55    |

| DVD | DVD                       | DVD     |
| Nr  | Tytuł utworu              | Długość |
| --- | ------------------------- | ------- |
| 1.  | „HONEYMOON” (Music Video) |         |
| 2.  | „HANDS UP” (Music Video)  |         |
| 3.  | „BONUS MOVIE”             |         |

## Notowania
| Lista                      | Pozycja |
| -------------------------- | ------- |
| Oricon Weekly Album Chart  | 6       |
| Billboard Japan Hot Albums | 11      |